# Priapella intermedia
Priapella intermedia és una espècie de peix de la família dels pecílids i de l'ordre dels ciprinodontiformes.

## Morfologia
Els mascles poden assolir els 5 cm de longitud total i les femelles els 7.

## Reproducció
La femella, després de 28 dies de gestació, pareix entre 5 i 20 cries. És una espècie vivípara, molt prolífica i amb una alta taxa de supervivència entre els alevins.

## Hàbitat
És una espècie pelàgica que viu a rierols i rius de corrent lleuger a moderat, i amb substrats de fang, sorra, roques, fulles i branques caigudes.

## Distribució geogràfica
Es troba a Nord-amèrica: Mèxic.

## Estat de conservació
Les seus principals amenaces són la desforestació i la tala d'arbres al llarg de la conca on viu.